# Адамівка (гміна)
Гміна Адамівка (пол. Gmina Adamówka) — сільська гміна у східній Польщі. Належить до Переворського повіту Підкарпатського воєводства. Місцева влада знаходиться в селі Адамівка.
Станом на 31 грудня 2011 у гміні проживало 4198 осіб. Територія гміни лежить в межах Сінявського природного парку.

## Територія
Згідно з даними за 2007 рік площа гміни становила 134.27 км², у тому числі:
- орні землі: 49.00%
- ліси: 44.00%

Таким чином, площа гміни становить 19.23% площі повіту.

## Демографія
Станом на 31 грудня 2011:
| Опис     | Загалом | Загалом | Чоловіки | Чоловіки | Жінки | Жінки |
| -------- | ------- | ------- | -------- | -------- | ----- | ----- |
| одиниця  | осіб    | %       | осіб     | %        | осіб  | %     |
| все      | 4198    | 100     | 2095     | 49.90    | 2103  | 50.10 |
| міське   | 0       | 100     | 0        |          | 0     |       |
| сільське | 4198    | 100     | 2095     | 49.90    | 2103  | 50.10 |

## Населені пункти гміни
До складу гміни входить 6 населених пунктів:
- Адамівка
- Дібча
- Красне
- Майдан Сінявський
- Павлова
- Теплиці

## Історія
Об'єднана сільська гміна Адамівка утворена в Ярославському повіті 1 серпня 1934 року з дотогочасних гмін сіл:
- Адамівка
- Теплиці
- Дібча
- Добра
- Красне
- Майдан Сінявський
- Павлова
- Слобода

У середині вересня 1939 року німці окупували територію гміни, однак вже 26 вересня 1939 року мусіли відступити, оскільки за пактом Ріббентропа-Молотова вона належала до радянської зони впливу. За кілька місяців територія ввійшла до Синявського району Львівської області. В червні 1941, з початком Радянсько-німецької війни, територія знову була окупована німцями. В липні 1944 року радянські війська оволоділи цією територією.
У жовтні 1944 року Польщі віддані західні райони Львівської області, а українське населення вивезено до СРСР та на понімецькі землі.

## Сусідні гміни
Гміна Адамівка межує з такими гмінами: В'язівниця, Курилувка, Лежайськ, Сінява, Старий Дзікув, Терногород.